# Parambén
Parambén är en ort i Mexiko.   Den ligger i kommunen Peribán och delstaten Michoacán de Ocampo, i den södra delen av landet, 300 km väster om huvudstaden Mexico City. Parambén ligger 1 737 meter över havet och antalet invånare är 201.
Terrängen runt Parambén är bergig. Runt Parambén är det ganska tätbefolkat, med 54 invånare per kvadratkilometer. Närmaste större samhälle är Peribán de Ramos, 4,3 km nordost om Parambén. I omgivningarna runt Parambén växer i huvudsak blandskog.